# آرمسترانگ سیدلی لینکس
آرمسترانگ سیدلی لینکس (به انگلیسی: Armstrong Siddeley Lynx) یک موتور هواگرد ساختِ کارخانهٔ آرمسترانگ سیدلی در کشور بریتانیا است.